# Alyxia markgrafii
Alyxia markgrafii är en oleanderväxtart som beskrevs av Ying Tsiang. Alyxia markgrafii ingår i släktet Alyxia och familjen oleanderväxter. Inga underarter finns listade i Catalogue of Life.